# Hugo Strathmann
Hugo Strathmann (* 11. Dezember 1874 in Soest; † 17. April 1955 in Unna) war ein deutscher Politiker (SPD).
Strathmann war Regierungslandmesser und später Vermessungsrat in Unna, zuletzt mit dem Titel eines Regierungsrates. Kommunalpolitisch war er Stadtrat in Unna und 1926 bis 1929 Mitglied im Provinziallandtag der Provinz Westfalen. Dieser wählte ihn vom 5. Oktober 1926 zum stellvertretenden Mitglied des Preußischen Staatsrates und am 22. Januar 1929 bis Januar 1930 zum regulären Mitglied im Staatsrat.